# Lukas Laube
Lukas Laube (* 22. April 2000 in Aarau) ist ein Schweizer Handballspieler, der seit 2025 beim THW Kiel unter Vertrag steht.

## Karriere

### Im Verein
Laube begann das Handballspielen beim HV Herzogenbuchsee und anschliessend beim HSC Suhr Aarau. Hier gab er sein Debüt am 26. März 2017 mit der 1. Mannschaft in der Nationalliga A. In der Saison 2017/18 lief er parallel für den TV Birsfelden in der Nationalliga B und in der Saison 2018/19 für die SG HV Olten in der 1. Liga, der dritthöchsten Spielklasse der Schweiz, auf. 2022 wechselte er zum GC Amicitia Zürich. Im Februar 2023 verliess er Zürich vorzeitig und unterschrieb einen Vertrag beim deutschen Bundesligisten TVB 1898 Stuttgart. Im Februar 2024 zog er sich eine Knieverletzung zu.
Zur Saison 2025/26 wechselte er als erster Schweizer Spieler zum deutschen Rekordmeister THW Kiel.

### In Auswahlmannschaften
Sein erstes Spiel für die Schweizer Nationalmannschaft gab er 2022 gegen Deutschland. An der Europameisterschaft 2024 warf er neun Tore in drei Spielen und belegte mit dem Team den 21. Rang. An der Weltmeisterschaft 2025 warf er sieben Tore in sechs Spielen und erreichte mit der Auswahl den 11. Platz.

### Saisonbilanzen
| Saison                | Mannschaft            | Liga                  | Spiele | Tore | 7 m | Feldtore |
| --------------------- | --------------------- | --------------------- | ------ | ---- | --- | -------- |
| 2016/17               | HSC Suhr Aarau        | Nationalliga A        | 01     | 0    | 0   | 0        |
| 2017/18               | HSC Suhr Aarau        | Nationalliga A        | 24     | 04   | 0   | 04       |
| 2017/18               | TV Birsfelden         | Nationalliga B        | 12     | 32   | 0   | 32       |
| 2018/19               | HSC Suhr Aarau        | Nationalliga A        | 24     | 11   | 0   | 11       |
| 2018/19               | SG HV Olten           | 1. Liga               | 04     | 07   | 0   | 07       |
| 2019/20               | HSC Suhr Aarau        | Nationalliga A        | 25     | 27   | 0   | 27       |
| 2020/21               | HSC Suhr Aarau        | Nationalliga A        | 21     | 19   | 0   | 19       |
| 2021/22               | HSC Suhr Aarau        | Nationalliga A        | 25     | 44   | 0   | 44       |
| 2022/23               | GC Amicitia Zürich    | Nationalliga A        | 21     | 65   | 0   | 65       |
| 2022/23               | TVB 1898 Stuttgart    | Bundesliga            | 15     | 04   | 0   | 04       |
| 2023/24               | TVB 1898 Stuttgart    | Bundesliga            | 19     | 69   | 0   | 69       |
| 2024/25               | TVB 1898 Stuttgart    | Bundesliga            | 32     | 86   | 0   | 86       |
| Nationalliga A gesamt | Nationalliga A gesamt | Nationalliga A gesamt | 141    | 170  | 0   | 170      |
| Bundesliga gesamt     | Bundesliga gesamt     | Bundesliga gesamt     | 66     | 159  | 0   | 159      |